# Danse hip-hop
La danse hip-hop est une appellation générique qui désigne diverses danses assimilées à la culture hip-hop, principalement exécutées sur de la musique hip-hop et marquées notamment par une pratique dans la rue. Elle regroupe entre autres le breaking, le locking, la house (en), le popping, créés dans les années 1970 et popularisés par les dance crews (en) aux États-Unis.

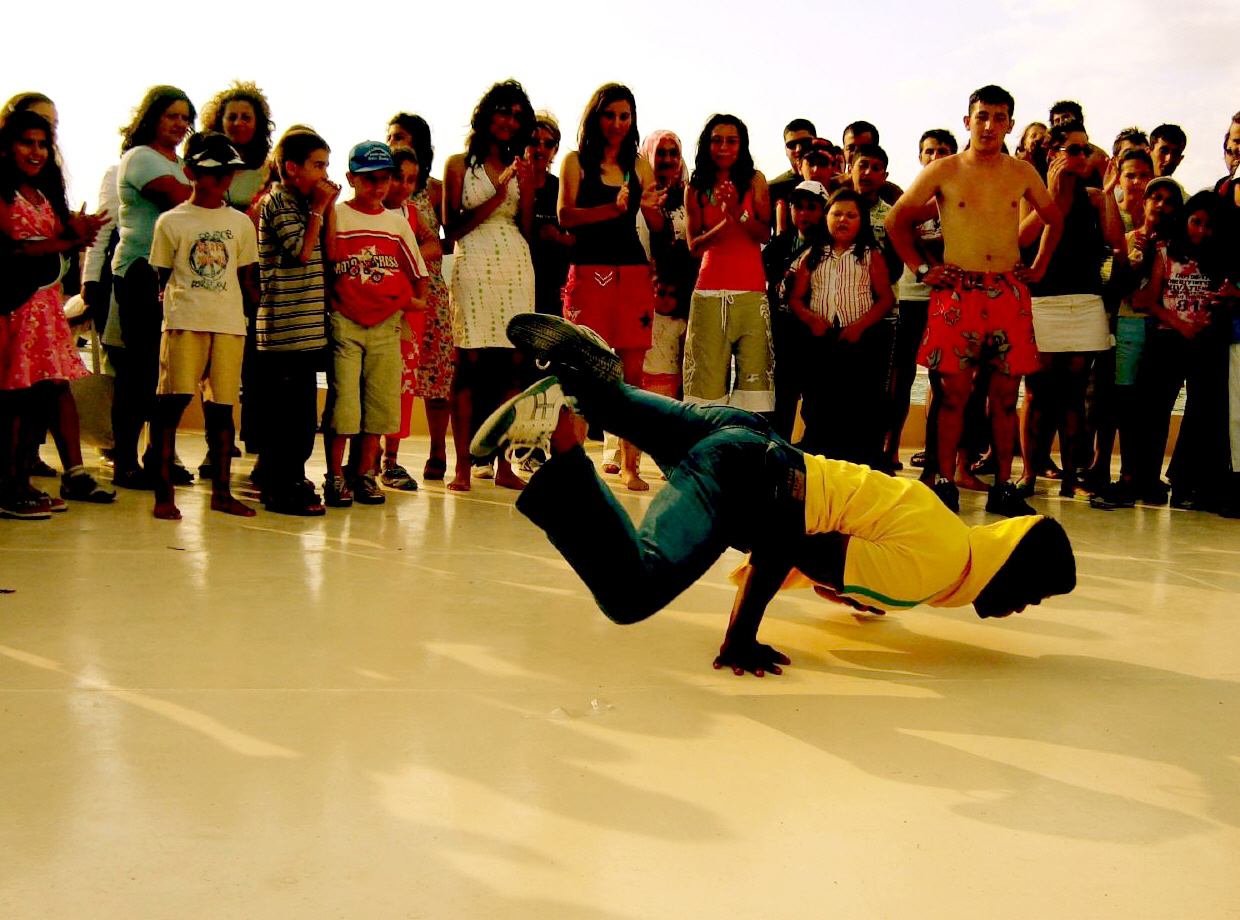
Un b-boy, lors d'une performance en Turquie.

## Histoire
La danse hip-hop est une vaste catégorie regroupant différentes danses issues de la culture hip-hop. Les premiers styles développés dans les années 1970 sont l'uprock (en), le breaking et les funk styles (it). Le breaking est lancé dans le Bronx, à New York, et incorpore des danses populaires dans les communautés afro-américaines et latino-américaines des années 1960 et du début des années 1970. Au départ, il s'inspire du titre Get on the Good Foot (en) de James Brown, sorti en 1972,.
Le toprock s'inspire de l'uprock lancé à Brooklyn, New York,. L'uprock ressemble au toprock, mais semble plus agressif de par ses gestes. En 1973, DJ Kool Herc invente le break beat,. Un break beat est l'interlude rythmé et musical d'une chanson passée en boucle. Kool Herc faisait ceci afin que les danseurs présents à ces soirées puissent montrer leurs capacités. Les mots b-boy et b-girl signifient break-boy et break-girl ; les b-boys et b-girls dansent lors d'un break. Ils s'inspirent des arts martiaux et de la gymnastique.
Les danses hip-hop ont en commun leur très grande musicalité (l'objectif est de marquer un maximum d'accents sur la musique jusqu'à traduire en chorégraphie la musique), et le contraste entre des mouvements lents et maîtrisés et des mouvements brusques, le tout souvent ponctué par des arrêts brusques, les "hits".